# Liste der Kulturdenkmäler in Bad Wildungen-Stadtteile
Die folgende Liste enthält die in der Denkmaltopographie ausgewiesenen Kulturdenkmäler auf dem Gebiet  der  Stadt Bad Wildungen, Waldeck-Frankenberg, Hessen.
Hinweis: Die Reihenfolge der Denkmäler in dieser Liste orientiert sich zunächst an Stadtteilen und anschließend der Anschrift, alternativ ist sie auch nach der Bezeichnung, der vom Landesamt für Denkmalpflege vergebenen Nummer oder der Bauzeit sortierbar.
Kulturdenkmäler werden fortlaufend im Denkmalverzeichnis des Landes Hessen durch das Landesamt für Denkmalpflege Hessen auf Basis des Hessischen Denkmalschutzgesetzes (HDSchG) geführt. Die Schutzwürdigkeit eines Kulturdenkmals hängt nicht von der Eintragung in das Denkmalverzeichnis des Landes Hessen oder der Veröffentlichung in der Denkmaltopographie ab.

Das Denkmalverzeichnis für diesen Bereich liegt noch nicht vor. Die bisher bekannten Bau- und Kunstdenkmäler hat das Landesamt für Denkmalpflege Hessen in sogenannten Arbeitslisten erfasst. Den Arbeitslisten liegen Erkenntnisse aus Akten, Ortsbegehungen und Denkmalinventaren, jedoch keine neuere systematische Forschung, zugrunde. Die Benehmensherstellung mit der Gemeinde gemäß § 11 Abs. 1 HDSchG ist noch nicht erfolgt.
Das Vorhandensein oder Fehlen eines Objekts in dieser Liste ist keine rechtsverbindliche Auskunft darüber, ob es Kulturdenkmal ist oder nicht: Diese Liste entspricht möglicherweise nicht dem aktuellen Stand der offiziellen Denkmaltopographie. Diese ist für Hessen in den entsprechenden Bänden der Denkmaltopographie Bundesrepublik Deutschland und im Internet unter DenkXweb – Kulturdenkmäler in Hessen einsehbar. Auch diese Quellen sind, obwohl sie durch das Landesamt für Denkmalpflege Hessen aktualisiert werden, nicht immer aktuell, da es im Denkmalbestand immer wieder Änderungen gibt.
Eine verbindliche Auskunft erteilt allein das Landesamt für Denkmalpflege Hessen.
Nutze diese Kartenansicht, um Koordinaten in der Liste zu setzen. In dieser Kartenansicht sind Kulturdenkmale ohne Koordinaten mit einem roten bzw. orangen Marker dargestellt und können in der Karte gesetzt werden. Kulturdenkmale ohne Bild sind mit einem blauen bzw. roten Marker gekennzeichnet, Kulturdenkmale mit Bild mit einem grünen bzw. orangen Marker.

## Kulturdenkmäler nach Ortsteilen

### Kernstadt Bad Wildungen
siehe Liste der Kulturdenkmäler in Bad Wildungen

### ‌Albertshausen‌‌
| Bild                             | Bezeichnung                      | Lage                                                                        | Beschreibung | Bauzeit | Objekt-Nr. |
| -------------------------------- | -------------------------------- | --------------------------------------------------------------------------- | ------------ | ------- | ---------- |
| Fachwerkhofanlage                | Fachwerkhofanlage                | Liebetalsweg 6, Liebetalsweg 8 LageFlur: 2, Flurstück: 8/1                  |              |         | 168752 DDB |
| Fachwerkwohnhaus                 | Fachwerkwohnhaus                 | Reinhardshäuser Straße 15 LageFlur: 1, Flurstück: 15/2                      |              |         | 168753 DDB |
| Fachwerkhofanlage                | Fachwerkhofanlage                | Reinhardshäuser Straße 17 LageFlur: 1, Flurstück: 19                        |              |         | 168754 DDB |
| Fachwerkscheune                  | Fachwerkscheune                  | Reinhardshäuser Straße 19, Liebtalsfeld LageFlur: 1, 12, Flurstück: 20/1, 3 |              |         | 168755 DDB |
| Fachwerkhofanlage                | Fachwerkhofanlage                | Reinhardshäuser Straße 23 LageFlur: 1, Flurstück: 24/4                      |              |         | 168756 DDB |
| Fachwerkwohnhaus                 | Fachwerkwohnhaus                 | Reinhardshäuser Straße 24 LageFlur: 1, Flurstück: 11/1                      |              |         | 168757 DDB |
| Fachwerkwohnhaus                 | Fachwerkwohnhaus                 | Reinhardshäuser Straße 26 LageFlur: 1, Flurstück: 29/2                      |              |         | 168758 DDB |
| ehem. Flurquerdielenhaus+Scheune | ehem. Flurquerdielenhaus+Scheune | Reinhardshäuser Straße 28 LageFlur: 1, Flurstück: 66/3                      |              |         | 168759 DDB |
| weitere Bilder                   | Evangelische Kirche              | Schulstraße LageFlur: 1, Flurstück: 32                                      |              |         | 168763 DDB |
| Flurquerdielenhaus+Scheune       | Flurquerdielenhaus+Scheune       | Schulstraße 1 LageFlur: 1, Flurstück: 65/1                                  |              |         | 168760 DDB |
| Hakenhof                         | Hakenhof                         | Schulstraße 4 LageFlur: 1, Flurstück: 39                                    |              |         | 168761 DDB |
| Schulhaus                        | Schulhaus                        | Schulstraße 5 LageFlur: 1, Flurstück: 50                                    |              |         | 168762 DDB |
| Fachwerkeinhaus                  | Fachwerkeinhaus                  | Tränkeweg 2 LageFlur: 1, Flurstück: 57/6                                    |              |         | 168764 DDB |
| Fachwerkhakenhof                 | Fachwerkhakenhof                 | Tränkeweg 7 LageFlur: 1, Flurstück: 60/1                                    |              |         | 927958 DDB |
| Fachwerkhakenhof                 | Fachwerkhakenhof                 | Tränkeweg 9 LageFlur: 1, Flurstück: 62/3                                    |              |         | 168765 DDB |
| Brunnen ·                        | Brunnen                          | Zum Paradies LageFlur: 1, Flurstück: 30                                     |              |         | 85072 DDB  |
| Fachwerkwohnhaus                 | Fachwerkwohnhaus                 | Zum Paradies 1 LageFlur: 1, Flurstück: 34/2                                 |              |         | 168766 DDB |
| Fachwerkwohnhaus+Scheune         | Fachwerkwohnhaus+Scheune         | Zum Paradies 6 LageFlur: 1, Flurstück: 7/3                                  |              |         | 168767 DDB |
| Fachwerkwohnhaus+Scheune         | Fachwerkwohnhaus+Scheune         | Zum Paradies 8 LageFlur: 1, Flurstück: 3/3                                  |              |         | 168768 DDB |

### ‌Armsfeld‌‌
| Bild            | Bezeichnung                                   | Lage                                                | Beschreibung | Bauzeit | Objekt-Nr. |
| --------------- | --------------------------------------------- | --------------------------------------------------- | ------------ | ------- | ---------- |
| Bild gesucht BW | Fachwerkwohnhaus mit ehem. Diele              | Am Kirchrain 3 LageFlur: 7, Flurstück: 149/1        |              |         | 168770 DDB |
| weitere Bilder  | Evangelische Kirche                           | Am Kirchrain 5 LageFlur: 7, Flurstück: 154/1        |              |         | 168771 DDB |
| Bild gesucht BW | Grabmal                                       | Hundsdorfer Straße LageFlur: 7, Flurstück: 9/5      |              |         | 926541 DDB |
| Bild gesucht BW | Fachwerkwohnhaus                              | Hundsdorfer Straße 1 LageFlur: 7, Flurstück: 157/1  |              |         | 926539 DDB |
| Bild gesucht BW | Fachwerkwohnhaus mit Diele + Wirtschaftsanbau | Hundsdorfer Straße 10 LageFlur: 7, Flurstück: 139/3 |              |         | 168774 DDB |
| Bild gesucht BW | Fachwerkeinhaus                               | Hundsdorfer Straße 12 LageFlur: 7, Flurstück: 123/3 |              |         | 168775 DDB |
| Bild gesucht BW | Fachwerkeinhaus                               | Hundsdorfer Straße 4 LageFlur: 7, Flurstück: 160/9  |              |         | 168773 DDB |
| Bild gesucht BW | Fachwerkwohnhaus                              | Hüttenroder Straße 9 LageFlur: 7, Flurstück: 52/2   |              |         | 168772 DDB |
| Bild gesucht BW | Fachwerkwohnhaus                              | Zur Urff 10 LageFlur: 7, Flurstück: 238/3           |              |         | 926538 DDB |

### ‌Bergfreiheit‌‌
| Bild                                  | Bezeichnung                           | Lage                                                                       | Beschreibung | Bauzeit | Objekt-Nr. |
| ------------------------------------- | ------------------------------------- | -------------------------------------------------------------------------- | ------------ | ------- | ---------- |
| Hofanlage der Hüttenverwaltung        | Hofanlage der Hüttenverwaltung        | Hüttenweg 3 LageFlur: 6, Flurstück: 57                                     |              |         | 168782 DDB |
| Hakenhof                              | Hakenhof                              | Im Urfftal 39 LageFlur: 6, Flurstück: 52/2, 52/3                           |              |         | 168783 DDB |
| Fachwerkwohnhaus                      | Fachwerkwohnhaus                      | Kellerwaldstraße 12 LageFlur: 4, Flurstück: 222/4                          |              |         | 168784 DDB |
| herrschaftliches Querdielenhaus       | herrschaftliches Querdielenhaus       | Kellerwaldstraße 15 LageFlur: 4, Flurstück: 148/2                          |              |         | 926542 DDB |
| Scheune                               | Scheune                               | Kellerwaldstraße 17 LageFlur: 4, Flurstück: 148/4                          |              |         | 168785 DDB |
| Werkamtshaus+Wohnhaus+Wirtschaftsteil | Werkamtshaus+Wohnhaus+Wirtschaftsteil | Kellerwaldstraße 20, Kellerwaldstraße LageFlur: 4, Flurstück: 194/2, 194/3 |              |         | 168787 DDB |
| Fachwerkwohnhaus mit Diele            | Fachwerkwohnhaus mit Diele            | Kellerwaldstraße 23 LageFlur: 4, Flurstück: 140/1                          |              |         | 168788 DDB |
| Fachwerkeinhaus                       | Fachwerkeinhaus                       | Kellerwaldstraße 27 LageFlur: 4, Flurstück: 269/7, 269/8                   |              |         | 168789 DDB |
| Schneewittchenhaus                    | Hakenhof                              | Kellerwaldstraße 33 LageFlur: 4, Flurstück: 113/2                          |              |         | 168790 DDB |
| Kupfer-Erzbergwerk Bertsch            | Kupfer-Erzbergwerk Bertsch            | Kleine Leuchte, Majorswiese LageFlur: 7, Flurstück: 7/1                    |              |         | 85101 DDB  |
| ehem. Dorfschule                      | ehem. Dorfschule                      | Zum Finstertal 2, 4 LageFlur: 4, Flurstück: 183/2                          |              |         | 169863 DDB |
| weitere Bilder                        | Evangelische Kirche                   | Zum Finstertal 5 LageFlur: 4, Flurstück: 11/1                              |              | 1678    | 168791 DDB |

### ‌Braunau‌‌
| Bild               | Bezeichnung         | Lage                                                     | Beschreibung | Bauzeit | Objekt-Nr. |
| ------------------ | ------------------- | -------------------------------------------------------- | ------------ | ------- | ---------- |
| Fachwerkhofanlage  | Fachwerkhofanlage   | Frankenstraße 13 LageFlur: 1, Flurstück: 48/3            |              |         | 168794 DDB |
| weitere Bilder     | Evangelische Kirche | Frankenstraße 14 LageFlur: 1, Flurstück: 134/2           |              |         | 168795 DDB |
| Altes Schulhaus    | Altes Schulhaus     | Frankenstraße 16 LageFlur: 1, Flurstück: 131/2           |              |         | 168796 DDB |
| Fachwerkhofanlage  | Fachwerkhofanlage   | Frankenstraße 18 LageFlur: 1, Flurstück: 114/2           |              |         | 926544 DDB |
| Hakenhof           | Hakenhof            | Frankenstraße 24 LageFlur: 1, Flurstück: 100/2           |              |         | 926545 DDB |
| Flurquerdielenhaus | Flurquerdielenhaus  | Frankenstraße 28 LageFlur: 1, Flurstück: 92/6            |              |         | 168797 DDB |
| Bild gesucht BW    | Herrenhaus          | Gershäuser Hof 1 LageFlur: 9, Flurstück: 112/2           |              |         | 168781 DDB |
| Bild gesucht BW    | Scheune             | Gershäuser Hof 3 LageFlur: 9, Flurstück: 112/2           |              |         | 168781 DDB |
| Bild gesucht BW    | Speicher            | Gershäuser Hof 2 LageFlur: 9, Flurstück: 112/2           |              |         | 168781 DDB |
| Fachwerkhofanlage  | Fachwerkhofanlage   | Gershäuser Straße 1 LageFlur: 1, Flurstück: 168/4, 168/5 |              |         | 926546 DDB |
| Bild gesucht BW    | Leutehaus           | Gershäuser Hof 1A LageFlur: 9, Flurstück: 112/2          |              |         | 168781 DDB |
| Fachwerkwohnhaus   | Fachwerkwohnhaus    | Gershäuser Straße 2 LageFlur: 1, Flurstück: 19/3         |              |         | 168798 DDB |
| Fachwerkwohnhaus   | Fachwerkwohnhaus    | Gershäuser Straße 4 LageFlur: 1, Flurstück: 15/6, 15/9   |              |         | 926547 DDB |
| Fachwerkwohnhaus   | Fachwerkwohnhaus    | Gershäuser Straße 5 LageFlur: 1, Flurstück: 188/1        |              |         | 168799 DDB |
| Einhaus            | Einhaus             | Gershäuser Straße 7 LageFlur: 1, Flurstück: 195/1        |              |         | 168800 DDB |
| weitere Bilder     | Kriegsdenkmal       | Klapperberg LageFlur: 7, Flurstück: 19/3                 |              |         | 926543 DDB |
| Fachwerkwohnhaus   | Fachwerkwohnhaus    | Jägerstraße 2 LageFlur: 1, Flurstück: 170/2              |              |         | 168801 DDB |
| Bild gesucht BW    | Kalkbrandofen       | Oberfeld LageFlur: 9, Flurstück: 95/7                    |              |         | 168780 DDB |
| weitere Bilder     | Braunauer Warte     | Warte LageFlur: 14, Flurstück: 43                        |              |         | 85115 DDB  |

### ‌Frebershausen
| Bild                               | Bezeichnung                        | Lage                                                                               | Beschreibung | Bauzeit | Objekt-Nr. |
| ---------------------------------- | ---------------------------------- | ---------------------------------------------------------------------------------- | ------------ | ------- | ---------- |
| Ehemaliges Schulhaus               | Ehemaliges Schulhaus               | Albertshäuser Straße 14 LageFlur: 1, Flurstück: 144/2                              |              |         | 168803 DDB |
| Bild gesucht BW                    | Einzelkulturdenkmal                | Fachwerkscheune des Hakenhofes Albertshäuser Straße 4 LageFlur: 97/2, Flurstück: g |              |         | 927959 DDB |
| Fachwerkwohnhaus                   | Fachwerkwohnhaus                   | An der Wendehürde 1, An der Wendehürde LageFlur: 1, Flurstück: 51/1, 53/4          |              |         | 927960 DDB |
| Wohnstallhaus                      | Wohnstallhaus                      | An der Wendehürde 2 LageFlur: 1, Flurstück: 42/8, 43                               |              |         | 168805 DDB |
| Fachwerkwohnhaus + Wirtschaftsteil | Fachwerkwohnhaus + Wirtschaftsteil | An der Wendehürde 6 LageFlur: 1, Flurstück: 76/1                                   |              |         | 168806 DDB |
| Fachwerkhofanlage                  | Fachwerkhofanlage                  | Frankenauer Straße 1 LageFlur: 1, Flurstück: 27/3, 27/4                            |              |         | 168807 DDB |
| Fachwerkhofanlage                  | Fachwerkhofanlage                  | Frankenauer Straße 6 LageFlur: 1, Flurstück: 11/2                                  |              |         | 168808 DDB |
| weitere Bilder                     | Evangelische Kirche                | Kirchweg 16 LageFlur: 1, Flurstück: 124/1                                          |              |         | 168804 DDB |
| Fachwerkwohnhaus                   | Fachwerkwohnhaus                   | Kirchweg 4 LageFlur: 12, Flurstück: 5/1                                            |              |         | 169987 DDB |

### ‌Hüddingen‌
| Bild                       | Bezeichnung                | Lage                                                              | Beschreibung | Bauzeit | Objekt-Nr. |
| -------------------------- | -------------------------- | ----------------------------------------------------------------- | ------------ | ------- | ---------- |
| Fachwerkwohnhaus           | Fachwerkwohnhaus           | An der Kletter 3 LageFlur: 1, Flurstück: 83                       |              |         | 168812 DDB |
| Flurquerdielenhaus         | Flurquerdielenhaus         | An der Lehmkaute (Hüddingen) 1 LageFlur: 1, Flurstück: 28/2, 28/3 |              |         | 927961 DDB |
| Fachwerkwohnhaus           | Fachwerkwohnhaus           | An der Lehmkaute (Hüddingen) 2 LageFlur: 1, Flurstück: 12/4       |              |         | 168813 DDB |
| Wohnstallhaus              | Wohnstallhaus              | An der Lehmkaute (Hüddingen) 5 LageFlur: 1, Flurstück: 3/1        |              |         | 927962 DDB |
| Fachwerkscheune            | Fachwerkscheune            | Zum Schifftal LageFlur: 1, Flurstück: 60                          |              |         | 927963 DDB |
| weitere Bilder             | Evangelische Kirche        | Zum Schifftal 2, Bei der Kirche LageFlur: 11, Flurstück: 3, 4     |              |         | 168811 DDB |
| Fachwerkwohnhaus + Scheune | Fachwerkwohnhaus + Scheune | Zum Schifftal 3 LageFlur: 1, Flurstück: 69/1                      |              |         | 168814 DDB |

### ‌‌Hundsdorf‌
| Bild             | Bezeichnung                      | Lage                                                   | Beschreibung | Bauzeit | Objekt-Nr. |
| ---------------- | -------------------------------- | ------------------------------------------------------ | ------------ | ------- | ---------- |
| Fachwerkwohnhaus | Fachwerkwohnhaus                 | Armsfelder Straße 10 LageFlur: 1, Flurstück: 10/1      |              |         | 168818 DDB |
| weitere Bilder   | Evangelische Kirche              | Armsfelder Straße 11 LageFlur: 1, Flurstück: 137       |              |         | 168819 DDB |
| Altes Schulhaus  | Altes Schulhaus                  | Armsfelder Straße 23 LageFlur: 1, Flurstück: 56/5      |              |         | 168820 DDB |
| Einhaus          | Einhaus                          | Armsfelder Straße 4 LageFlur: 1, Flurstück: 120/3      |              |         | 168816 DDB |
| Fachwerkwohnhaus | Fachwerkwohnhaus                 | Armsfelder Straße 6 LageFlur: 1, Flurstück: 16/3, 20   |              |         | 168817 DDB |
| Bild gesucht BW  | Mühlengebäude (Hetscholds Mühle) | Armsfelder Straße 75 LageFlur: 4, Flurstück: 16/2, 9/1 |              |         | 168822 DDB |
| Scheune          | Scheune                          | Herrenwiesenweg 1 LageFlur: 1, Flurstück: 68/2         |              |         | 168821 DDB |

### ‌Mandern‌‌
| Bild                                | Bezeichnung                              | Lage                                                                       | Beschreibung | Bauzeit | Objekt-Nr. |
| ----------------------------------- | ---------------------------------------- | -------------------------------------------------------------------------- | ------------ | ------- | ---------- |
| weitere Bilder                      | Evangelische Kirche, ehem. St. Katharina | Am Dorfplatz 1 LageFlur: 1, Flurstück: 49/2                                |              |         | 168825 DDB |
| Altes Schulhaus                     | Altes Schulhaus                          | Am Dorfplatz 2 LageFlur: 1, Flurstück: 51/1                                |              |         | 168826 DDB |
| Fachwerkscheunen                    | Fachwerkscheunen                         | Am Dorfplatz 3 LageFlur: 1, Flurstück: 54/2                                |              |         | 926549 DDB |
| Bild gesucht BW                     | Fachwerkwohnhaus                         | Am Dorfplatz 6 LageFlur: 1, Flurstück: 265/1                               |              |         | 926550 DDB |
| Fachwerkwohnhaus                    | Fachwerkwohnhaus                         | Am Dorfplatz 7 LageFlur: 1, Flurstück: 139/1                               |              |         | 168827 DDB |
| Fachwerkwohnhaus                    | Fachwerkwohnhaus                         | Bachstraße 17 LageFlur: 1, Flurstück: 181/4                                |              |         | 926551 DDB |
| Fachwerkhofanlage                   | Fachwerkhofanlage                        | Bachstraße 4 LageFlur: 1, Flurstück: 367/66, 67                            |              |         | 168828 DDB |
| Fachwerkhofanlage                   | Fachwerkhofanlage                        | Bachstraße 5 LageFlur: 1, Flurstück: 82/2, 82/3                            |              |         | 168829 DDB |
| Bild gesucht BW                     | Sachgesamtheit Eisenbahn                 | Eisenbahn LageFlur: 1, 3, 4, Flurstück: 207/2, 23/4, 265/28, 170/102, 92/7 |              |         | 953774 DDB |
| Bild gesucht BW                     | Fachwerkhofanlage                        | Fritzlarer Straße 19 LageFlur: 6, Flurstück: 48/3                          |              |         | 168832 DDB |
| Speichergebäude                     | Speichergebäude                          | Lindemanns Ecke LageFlur: 1, Flurstück: 243/2                              |              |         | 168834 DDB |
| Fachwerkwohnhaus                    | Fachwerkwohnhaus                         | Lindemanns Ecke 5 LageFlur: 1, Flurstück: 242/4                            |              |         | 168833 DDB |
| Fachwerkeinhaus                     | Fachwerkeinhaus                          | Violinenstraße 1 LageFlur: 1, Flurstück: 125/3                             |              |         | 168835 DDB |
| Fachwerkwohnhaus                    | Fachwerkwohnhaus                         | Violinenstraße 2 LageFlur: 1, Flurstück: 64/1                              |              |         | 168836 DDB |
| Einhaus +Speichergebäude            | Einhaus +Speichergebäude                 | Violinenstraße 3 LageFlur: 1, Flurstück: 123/1                             |              |         | 168837 DDB |
| Fachwerkwohnhaus                    | Fachwerkwohnhaus                         | Violinenstraße 5 LageFlur: 1, Flurstück: 120/1                             |              |         | 926552 DDB |
| Fachwerkwohnhaus + Wirtschaftsanbau | Fachwerkwohnhaus + Wirtschaftsanbau      | Violinenstraße 6 LageFlur: 1, Flurstück: 145/9                             |              |         | 168838 DDB |
| Fachwerkwohnhaus                    | Fachwerkwohnhaus                         | Zur Schmiede 16, 18 LageFlur: 1, Flurstück: 215/1, 216/2                   |              |         | 926548 DDB |
| Fachwerkwohnhaus                    | Fachwerkwohnhaus                         | Zur Schmiede 8 LageFlur: 1, Flurstück: 230/4                               |              |         | 168839 DDB |

### ‌Odershausen‌‌‌
| Bild                               | Bezeichnung                        | Lage                                                                      | Beschreibung | Bauzeit | Objekt-Nr. |
| ---------------------------------- | ---------------------------------- | ------------------------------------------------------------------------- | ------------ | ------- | ---------- |
| Fachwerkwohnhaus                   | Fachwerkwohnhaus                   | An der Koppe (Odershausen) 2 LageFlur: 1, Flurstück: 57/1, 57/2           |              |         | 168841 DDB |
| Kalkofen                           | Kalkofen                           | In der Ense LageFlur: 13, Flurstück: 8                                    |              |         | 927984 DDB |
| Schule                             | Schule                             | Marburger Straße 9 LageFlur: 4, Flurstück: 45/9                           |              |         | 926563 DDB |
| Altes Pfarrhaus                    | Altes Pfarrhaus                    | Pärrnerweg 7 LageFlur: 1, Flurstück: 40/3                                 |              |         | 168842 DDB |
| Fachwerkhofanlage                  | Fachwerkhofanlage                  | Wasserweg 12 LageFlur: 1, Flurstück: 123/1                                |              |         | 168844 DDB |
| Fachwerkwohnhaus                   | Fachwerkwohnhaus                   | Wasserweg 4 LageFlur: 1, Flurstück: 54/3                                  |              |         | 926564 DDB |
| weitere Bilder                     | Kirche Ev.                         | Wasserweg 5 LageFlur: 1, Flurstück: 36/1                                  |              |         | 168843 DDB |
| Fachwerkscheune                    | Fachwerkscheune                    | Wildunger Straße LageFlur: 1, Flurstück: 140/9                            |              |         | 926565 DDB |
| Fachwerkhofanlage                  | Fachwerkhofanlage                  | Wildunger Straße 1, Wildunger Straße LageFlur: 1, Flurstück: 136/3, 140/9 |              |         | 168845 DDB |
| Wohnstallhaus + zwei Stallanbauten | Wohnstallhaus + zwei Stallanbauten | Wildunger Straße 10 LageFlur: 1, Flurstück: 184/6                         |              |         | 926567 DDB |
| Fachwerkhofanlage                  | Fachwerkhofanlage                  | Wildunger Straße 12 LageFlur: 1, Flurstück: 178/2                         |              |         | 926568 DDB |
| ehem. Ausflugslokal/Hotel          | ehem. Ausflugslokal/Hotel          | Wildunger Straße 13 LageFlur: 1, Flurstück: 206/2                         |              |         | 926569 DDB |
| Fachwerkeinhaus                    | Fachwerkeinhaus                    | Wildunger Straße 22 LageFlur: 1, Flurstück: 214/1                         |              |         | 168846 DDB |
| Hakenhof                           | Hakenhof                           | Wildunger Straße 9 LageFlur: 1, Flurstück: 148/1                          |              |         | 926566 DDB |

### ‌Reinhardshausen‌
| Bild                                      | Bezeichnung                                               | Lage | Beschreibung | Bauzeit | Objekt-Nr. |
| ----------------------------------------- | --------------------------------------------------------- | --- | ------------ | ------- | ---------- |
| Fachwerkhofanlage                         | Fachwerkhofanlage                                         | Am Schützenplatz 4 LageFlur: 1, Flurstück: 33/2 |              |         | 926560 DDB |
| Walderholungsheim                         | Walderholungsheim                                         | An der Nitter (Alt Wildungen) 14 LageFlur: 12, Flurstück: 6/11, 6/12, 6/13                                                                                             |              |         | 168736 DDB |
| Konzertmuschel im Kurpark Reinhardshausen | Musikpavillon                                             | Der saure Grund LageFlur: 5, Flurstück: 11/1 |              |         | 939064 DDB |
| Mühlengebäude                             | Mühlengebäude                                             | Günter-Hartenstein-Straße 14 LageFlur: 4, Flurstück: 23/5, 23/6 |              |         | 168740 DDB |
| Haus Adelheid                             | Haus Adelheid                                             | Gustav-Görner-Allee 1 LageFlur: 4, Flurstück: 143/8 |              |         | 926561 DDB |
| Landhaus                                  | Landhaus                                                  | Gustav-Görner-Allee 3 LageFlur: 4, Flurstück: 142/8 |              |         | 168737 DDB |
| Altes Schulhaus                           | Altes Schulhaus                                           | Hauptstraße 14 LageFlur: 1, Flurstück: 91/2 |              |         | 168739 DDB |
| ehem. Cuylenburgsches Gutshaus            | ehem. Cuylenburgsches Gutshaus                            | Hauptstraße 4 LageFlur: 1, Flurstück: 128/37 |              |         | 926562 DDB |
| ehem. Wohnhaus + Scheune                  | ehem. Wohnhaus + Scheune                                  | Hauptstraße 7 LageFlur: 1, Flurstück: 138/4 |              |         | 168738 DDB |
| Flurquerdielenhaus                        | Flurquerdielenhaus                                        | Kirchstraße 5 LageFlur: 1, Flurstück: 103/3 |              |         | 168741 DDB |
| Landhaus                                  | Landhaus                                                  | Quellenstraße (Reinhardshausen) 16 LageFlur: 4, Flurstück: 191/8 |              |         | 168742 DDB |
| Wandelhalle                               | Wandelhalle mit ehemaligem Versandhaus                    | Quellenstraße (Reinhardshausen) 43, Der saure Grund LageFlur: 5, Flurstück: 10/18, 11/1, 71                                                                            |              |         | 939068 DDB |
| Prozessquelle                             | Kurpark                                                   | Quellenstraße (Reinhardshausen) 43, Mörswiesen, der saure Grund, Bruch, Auf dem Küddelingen LageFlur: 1, 4, 5, Flurstück: 132/110, 132/73, 57/53, 9/2, 10/18, 11/1, 71 |              |         | 938951 DDB |
| weitere Bilder                            | Katholische Christkönigkirche mit Campanile und Pfarrhaus | Zum Hahnberg 10, 12e, 12d, 12c, 12b, 12a, 12 LageFlur: 2, Flurstück: 193/106                                                                                           |              |         | 926559 DDB |

### ‌Reitzenhagen‌‌‌
| Bild                                 | Bezeichnung                          | Lage                                                           | Beschreibung | Bauzeit | Objekt-Nr. |
| ------------------------------------ | ------------------------------------ | -------------------------------------------------------------- | ------------ | ------- | ---------- |
| Evangelische Kapelle                 | Evangelische Kapelle                 | Am Unterscheid (Reitzenhagen) 44 LageFlur: 3, Flurstück: 5/2   |              |         | 926556 DDB |
| Transformatorenturm                  | Transformatorenturm                  | Bilsteinstraße 2 LageFlur: 2, Flurstück: 28/5                  |              |         | 926557 DDB |
| Obermühle - Wohnhaus, Stall, Scheune | Obermühle - Wohnhaus, Stall, Scheune | Bilsteinstraße 24, Obermühle LageFlur: 1, Flurstück: 61, 65/10 |              |         | 927995 DDB |
| Fachwerkwohnhaus, ehem. Gasthaus     | Fachwerkwohnhaus, ehem. Gasthaus     | Bilsteinstraße 47 LageFlur: 1, Flurstück: 73/2                 |              |         | 168748 DDB |
| Ehem. Fachwerkeinhaus                | Ehem. Fachwerkeinhaus                | Bilsteinstraße 51 LageFlur: 1, Flurstück: 82/14                |              |         | 168749 DDB |
| Feuerwehr- und Backhaus              | Feuerwehr- und Backhaus              | Bilsteinstraße 55 LageFlur: 1, Flurstück: 86/2                 |              |         | 926558 DDB |
| Mühlengehöft                         | Mühlengehöft                         | Lindenmühle 1 LageFlur: 2, Flurstück: 54/1                     |              |         | 168750 DDB |

### Wega‌‌

#### Gesamtanlage I
| Bild                                        | Bezeichnung                                    | Lage                                                  | Beschreibung                    | Bauzeit             | Objekt-Nr. |
| ------------------------------------------- | ---------------------------------------------- | ----------------------------------------------------- | ------------------------------- | ------------------- | ---------- |
| Fachwerkwohnhaus                            | Fachwerkwohnhaus                               | Am Kirchenacker 2 LageFlur: 1, Flurstück: 102/1       |                                 |                     | 168848 DDB |
|                                             |                                                | Ederstraße 5 LageFlur: 1, Flurstück: 150/1            | (nur als Teil der Gesamtanlage) |                     |            |
| Fachwerkwohnhaus + Scheunen- und Stallanbau | Fachwerkwohnhaus + Scheunen- und Stallanbau    | Ederstraße 7 LageFlur: 1, Flurstück: 256/147          |                                 |                     | 926553 DDB |
|                                             |                                                | Ederstraße 9 LageFlur: 1, Flurstück: 142/3            | (nur als Teil der Gesamtanlage) |                     |            |
|                                             |                                                | Ederstraße 9a LageFlur: 1, Flurstück: 142/2           | (nur als Teil der Gesamtanlage) |                     |            |
| Bild gesucht BW                             |                                                | Ederstraße 11 LageFlur: 1, Flurstück: 117/1           | (nur als Teil der Gesamtanlage) |                     |            |
|                                             |                                                | Ederstraße 20 LageFlur: 1, Flurstück: 161/1           | (nur als Teil der Gesamtanlage) |                     |            |
| Hakenhof                                    | Hakenhof                                       | Ederstraße 22 LageFlur: 1, Flurstück: 152/1           |                                 |                     | 926554 DDB |
|                                             |                                                | Ederstraße 24 LageFlur: 1, Flurstück: 97/7            | (nur als Teil der Gesamtanlage) |                     |            |
| weitere Bilder                              | Evangelische Kirche, ursprünglich St. Nikolaus | Ederstraße 26 LageFlur: 1, Flurstück: 99/1            |                                 | 13.–17. Jahrhundert | 168849 DDB |
|                                             |                                                | Mühlbachweg 1 LageFlur: 1, Flurstück: 133/1           | (nur als Teil der Gesamtanlage) |                     |            |
| ehem. Einhaus+Scheune                       | ehem. Einhaus+Scheune                          | Mühlbachweg 2 LageFlur: 1, Flurstück: 255/120         |                                 |                     | 168850 DDB |
|                                             |                                                | Mühlbachweg 3 LageFlur: 1, Flurstück: 17/1            | (nur als Teil der Gesamtanlage) |                     |            |
| ehem. Fachwerkeinhaus                       | ehem. Fachwerkeinhaus                          | Mühlbachweg 4 LageFlur: 1, Flurstück: 126/1           |                                 |                     | 926555 DDB |
|                                             |                                                | Mühlbachweg 6 LageFlur: 1, Flurstück: 20              | (nur als Teil der Gesamtanlage) |                     |            |
|                                             |                                                | Vor der Linde 1 LageFlur: 1, Flurstück: 95/5          | (nur als Teil der Gesamtanlage) |                     |            |
|                                             |                                                | Vor der Linde 3 LageFlur: 1, Flurstück: 92/1, 93/1    | (nur als Teil der Gesamtanlage) |                     |            |
| Fachwerkwohnhaus                            | Fachwerkwohnhaus                               | Vor der Linde 5 LageFlur: 1, Flurstück: 211/103, 88/2 |                                 |                     | 168852 DDB |
|                                             |                                                | Vor der Linde 12 LageFlur: 1, Flurstück: 276/158      | (nur als Teil der Gesamtanlage) |                     |            |
|                                             |                                                | Vor der Linde 14 LageFlur: 1, Flurstück: 157/1        | (nur als Teil der Gesamtanlage) |                     |            |
| Fachwerkwohnhaus                            | Fachwerkwohnhaus                               | Vor der Linde 16 LageFlur: 1, Flurstück: 155/1        |                                 |                     | 168853 DDB |
|                                             |                                                | Vor der Linde 22 LageFlur: 1, Flurstück: 84/5         | (nur als Teil der Gesamtanlage) |                     |            |
|                                             |                                                | Vor der Linde 24 LageFlur: 1, Flurstück: 83/2         | (nur als Teil der Gesamtanlage) |                     |            |
|                                             |                                                | Vor der Linde 26 LageFlur: 1, Flurstück: 79/2         | (nur als Teil der Gesamtanlage) |                     |            |
|                                             |                                                | Zur Wilde 1 LageFlur: 1, Flurstück: 123/3             | (nur als Teil der Gesamtanlage) |                     |            |
| ehem. Einhaus                               | ehem. Einhaus                                  | Zur Wilde 2 LageFlur: 1, Flurstück: 60/1              |                                 |                     | 168854 DDB |
| Fachwerkeinhaus                             | Fachwerkeinhaus                                | Zur Wilde 3 LageFlur: 1, Flurstück: 124/1             |                                 |                     | 168855 DDB |
| Fachwerkhofanlage                           | Fachwerkhofanlage                              | Zur Wilde 4 LageFlur: 1, Flurstück: 57/1              |                                 |                     | 168856 DDB |
| Bild gesucht BW                             |                                                | Zur Wilde 6 LageFlur: 1, Flurstück: 44/1              | (nur als Teil der Gesamtanlage) |                     |            |
| Fachwerkwohnhaus                            | Fachwerkwohnhaus                               | Zur Wilde 7 LageFlur: 1, Flurstück: 21/1, 23/1        |                                 |                     | 168851 DDB |
| Fachwerkhofanlage                           | Fachwerkhofanlage                              | Zur Wilde 8 LageFlur: 1, Flurstück: 258/39            |                                 |                     | 168857 DDB |
| Bild gesucht BW                             |                                                | Zur Wilde 10 LageFlur: 1, Flurstück: 259/41           | (nur als Teil der Gesamtanlage) |                     |            |
|                                             |                                                | Zur Wilde 12 LageFlur: 1, Flurstück: 33/2             | (nur als Teil der Gesamtanlage) |                     |            |

#### Einzeldenkmale
| Bild                     | Bezeichnung              | Lage | Beschreibung | Bauzeit | Objekt-Nr. |
| ------------------------ | ------------------------ | --- | ------------ | ------- | ---------- |
| Bahnhof Wega             | Bahnhof                  | Ederstraße 2 LageFlur: 4, Flurstück: 246/37 |              |         | 86466 DDB  |
| Bild gesucht BW          | Wegaer-Tunnel            | Eisenbahn LageFlur: 2, Flurstück: 174/28, 35/1 |              |         | 86468 DDB  |
| Sachgesamtheit Eisenbahn | Sachgesamtheit Eisenbahn | Eisenbahn, Koppe, Ederstraße 2, Auf der Höhle, Am schiefen Raine LageFlur: 2, 3, 4, Flurstück: 174/28, 175/28, 177/29, 190/39, 35/1, 151/83, 158/88, 144, 246/37, 250/37, 35/5, 35/7, 35/8, 35/9, 69/9, 72/1, 74/6 |              |         | 953775 DDB |